# Agnes Mowinckel
Agnes Mowinckel, född 25 augusti 1875 i Bergen, död 1 april 1963 i Oslo, var en norsk skådespelerska och regissör.
Mowinckel debuterade 1899 på Den Nationale Scene som Anna Hielm i Kung Midas av Gunnar Heiberg. Senare gjorde hon gästroller på de flesta norska scener, sällan som fast skådespelare. Hon spelade gärna monumentala roller, som titelrollen i Friedrich Schillers Maria Stuart, Lady Macbeth i Shakespeares Macbeth, titelrollen i Henrik Ibsens Fru Inger till Östråt och Merete Beyer i Hans Wiers-Jenssens Anne Pedersdotter. Hennes psykologiska känsla ledde henne också mot moderna människoskildringar.
Sin huvudinsats gjorde hon som banbrytande regissör, med dristigt repertoarval och stor känsla för helhetsintrycket. Hon debuterade med Frank Wedekinds Vårbrytning på Sigurd Magnussøns experimentscen Intimteatret 1922, och verkade sedan som ett oros- och kraftcentrum vid de flesta av Norges scener. 1927–1928 ledde hon en egen avantgarde-scen, Balkongen. Vid Det Norske Teatret (särskilt 1923–1935) skapade hon levande uppföranden av klassiker av Ibsen, Bjørnstjerne Bjørnson, Alexander Kielland och Amalie Skram, och gick in för nya verk, ofta i experimentell form, som Nordahl Grieg och Johan Borgen.
1949 firade Mowinckel sitt femtioårsjubileum i Kjeld Abells Dronning går igjen på Nationaltheatret. Vid sitt sextioårsjubileum 1959 iscensatte hon Ibsens Rosmersholm för Riksteatret. I Oslo Nye Teaters minnesföreställning vid Camilla Collett-jubileet 1963 stod hon för sista gången på scenen som den gamla Camilla Collett.
Mowinckel medverkade i två stumfilmer, Proletargeniet (1914) och Farende folk (1922).

## Filmografi
- 1914 – Proletargeniet
- 1922 – Farende folk